# Steganotaenia
Genre
Steganotaenia est un genre de plantes à fleurs de la famille des Apiaceae. C'est le genre type de la tribu des Steganotaenieae. Les espèces sont trouvées en Afrique.

## Liste des espèces
- Steganotaenia araliacea
- Steganotaenia commiphoroides
- Steganotaenia hockii